# Тетрахондровые
Тетрахондровые (лат. Tetrachondraceae) — небольшое семейство цветковых растений порядка Ясноткоцветные (лат. Lamiales), содержащее 2 рода и 3 вида.

## Ареал
Ареал семейства разобщённый и состоит из двух частей. Первая включает Новую Зеландию, Австралию и Патагонию, а вторая простирается от юга США до Южной Америки.

## Ботаническое описание
Небольшие стелющиеся или прямостоячие многолетние травянистые растения. Два вида являются суккулентами, содержат эфирные масла. Третий вид — водное растение. Листья мелкие, супротивные, простые, кожистые, только с короткими черешками. Край листа мелкозубчатый.
Цветки одиночные, пазушные или верхушечные. Цветки очень мелкие, радиальносимметричные, гермафродитные, четырёхчленные, с двойным околоцветником. Четыре колоколообразных чашелистика срастаются. Четыре лепестка могут как срастаться, так и оставаться свободными и колоколообразными. Четыре свободные фертильные тычинки располагаются в один круг. Два плодолистика, срастаясь, формируют верхнюю или нижнюю завязь. Столбик с небольшим рубцом. Полость завязь вторично разделяется ложными перегородками на 4 отсека. 
Плод — коробочка, состоящая из двух частей, или многоорешек, складывающийся из 4 маленьких орешков.

## Таксономия
Раньше семейство тетрахондровые входило в состав семейств Бурачниковые (лат. Boraginaceae) или Яснотковые (лат. Lamiaceae). Род Polypremum всегда помещался в семейство Логаниевые (лат. Loganiaceae).
К тетрахондровым относят следующие роды и виды:
- Tetrachondra Petrie
  - Tetrachondra hamiltonii Petrie ex Oliv.
  - Tetrachondra patagonica Skottsb.
- Polypremum
  - Polypremum procumbens L.